# 다운 재킷

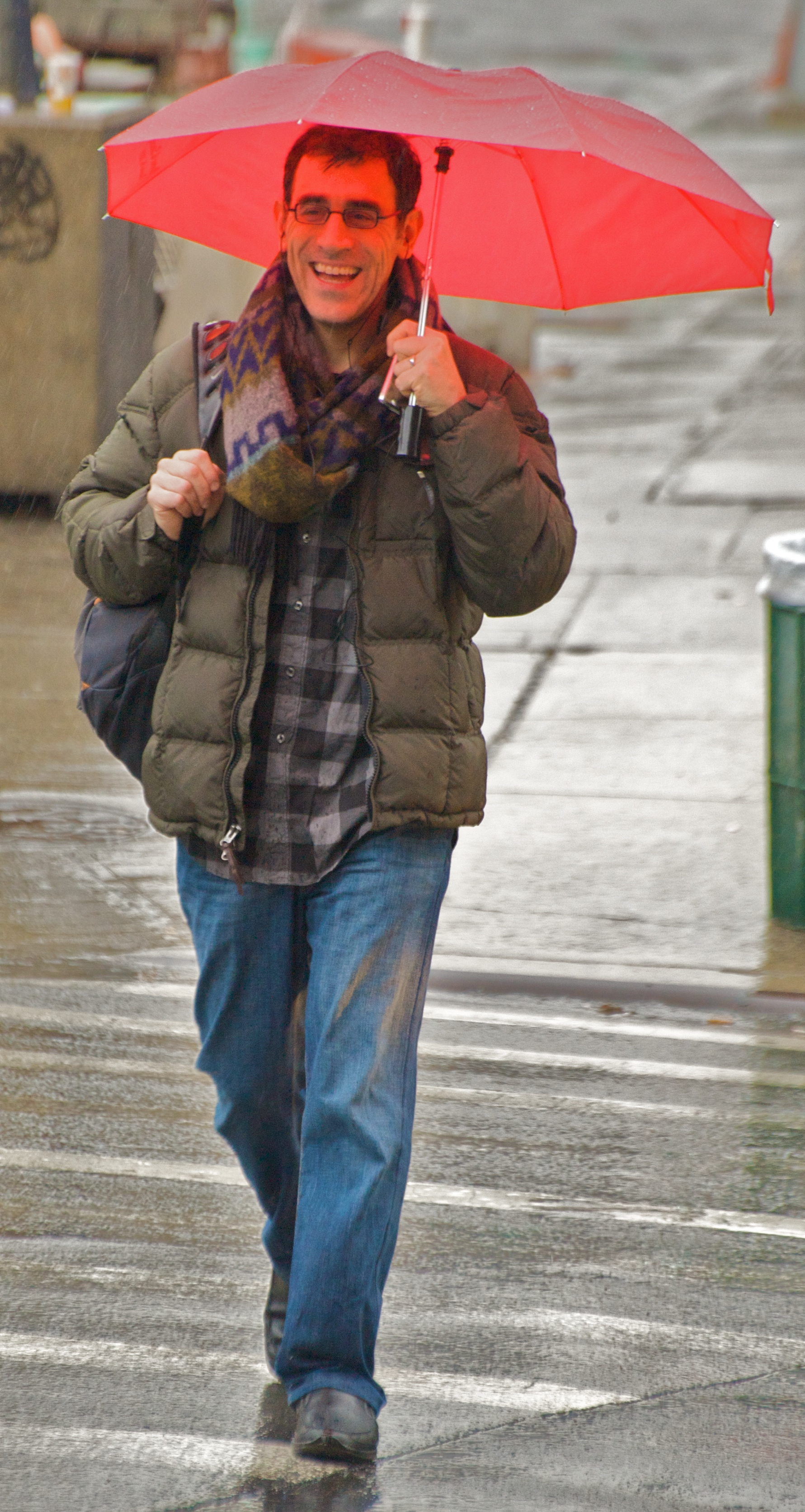
다운 재킷을 입은 남자

다운 재킷(영어: down jacket, 문화어: 동복) 또는 패딩, 누비옷은 물새의 솜깃털을 충전재로 사용한 점퍼 스타일의 방한용 상의(윗옷)이다. 대량의 솜깃털로 구성되는 에어 포켓이 따뜻한 공기를 유지하는 데 도움을 준다.

## 같이 보기
- 옷
- 재킷
- 코트
- 트렌치코트